# Calopezzati
Calopezzati ist eine italienische Gemeinde in der Provinz Cosenza in der Region Kalabrien mit 1252 Einwohnern (Stand 31. Dezember 2023).

## Lage
Calopezzati liegt 120 km östlich von Cosenza. Die Nachbargemeinden sind Caloveto, Corigliano-Rossano, Cropalati, Crosia und Pietrapaola.

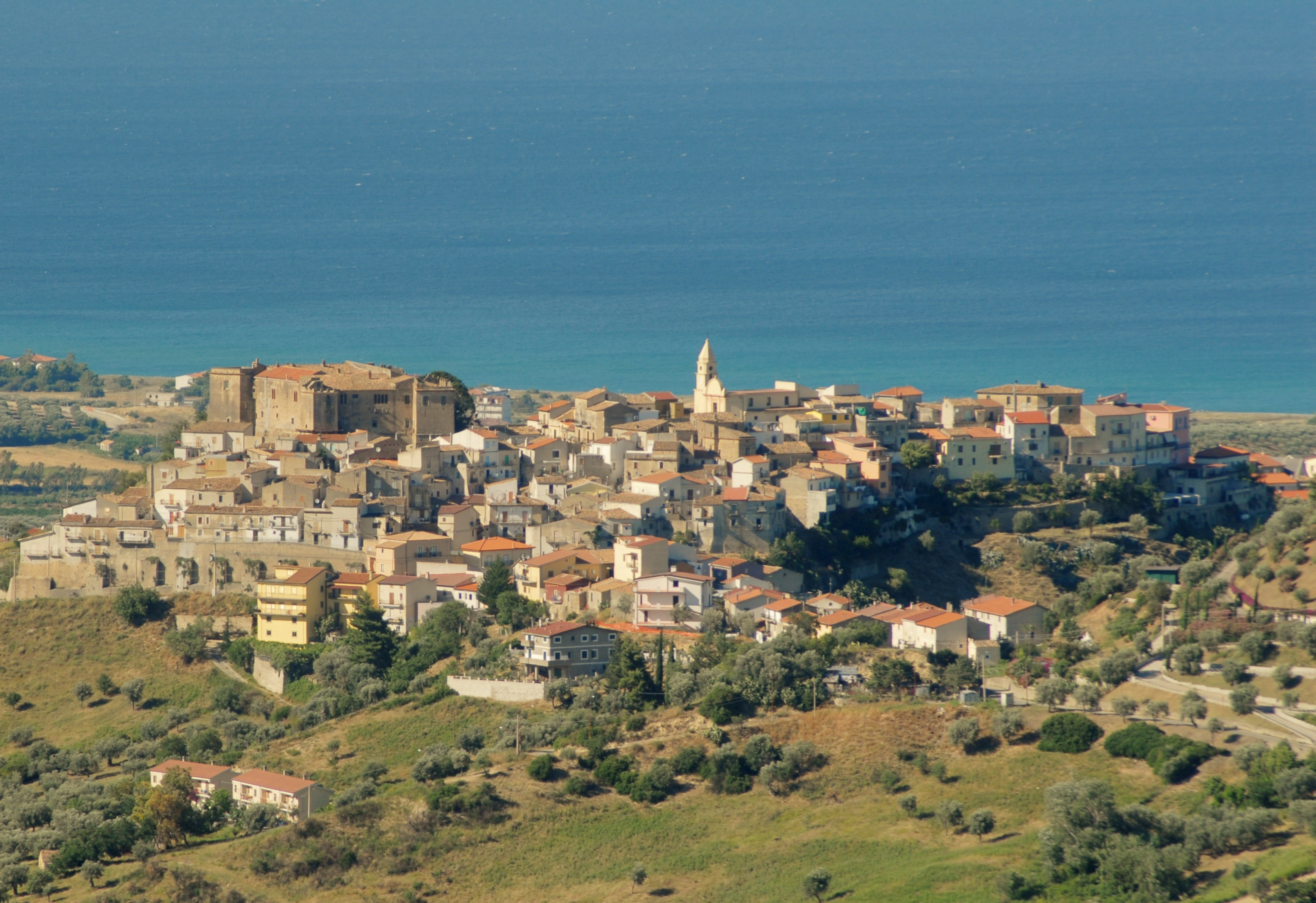
Blick auf Calopezzati
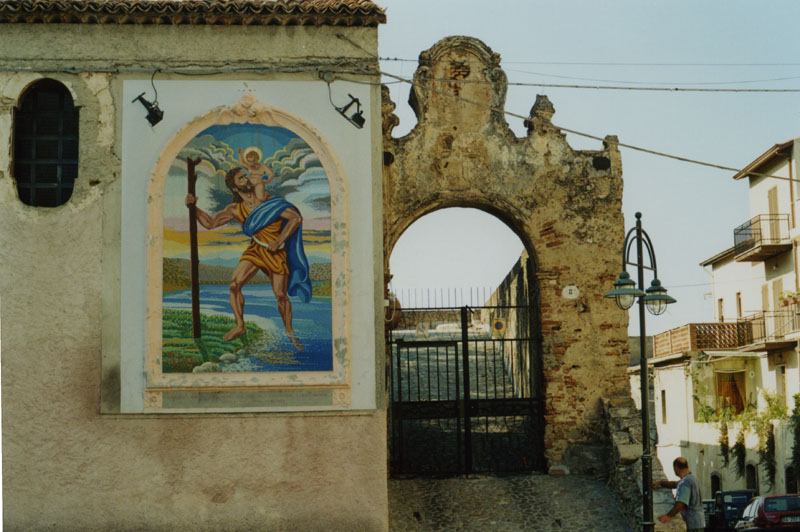
Christophorus-Fresko am Burgeingang
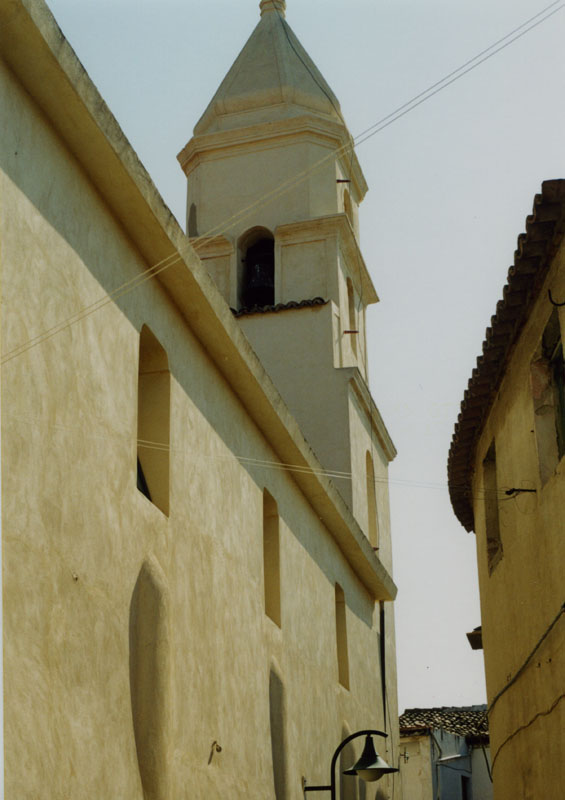
Pfarrkirche
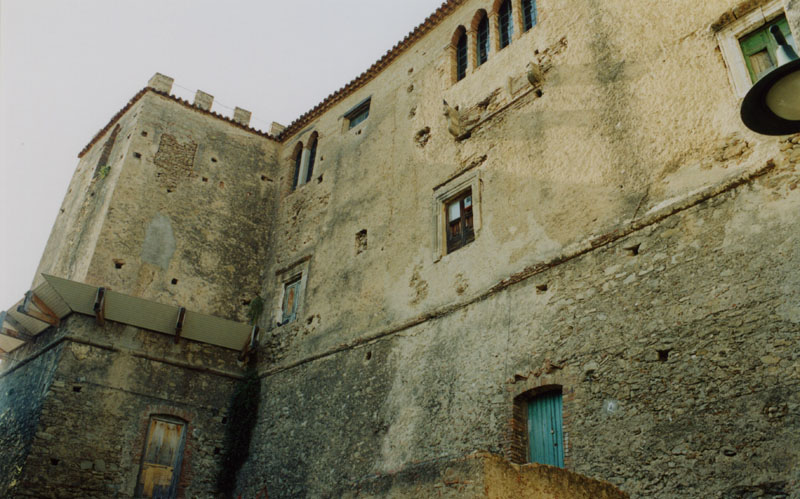
Burg

## Partnerschaft
Zwischen Sundern in Nordrhein-Westfalen und Calopezzati besteht eine Partnerschaft.

## Söhne und Töchter
- Domenico Graziani (* 1944), emeritierter römisch-katholischer Erzbischof von Crotone-Santa Severina